# اسماعیل بکو فوفانا
اسماعیل بکو فوفانا (انگلیسی: Ismaël Béko Fofana؛ زادهٔ ۸ سپتامبر ۱۹۸۸) یک بازیکن فوتبال اهل ساحل عاج است.
از باشگاه‌هایی که در آن بازی کرده‌است می‌توان به باشگاه فوتبال ذوب‌آهن اصفهان، باشگاه فوتبال فردریکستاد، باشگاه فوتبال چارلتون اتلتیک، باشگاه فوتبال شیراک، پارتیزان، و پارتیزان، اشاره کرد.